# Brezolupy
Brezolupy (hongrois : Brezolub) est un village de Slovaquie situé dans la région de Trenčín.

## Histoire
Première mention écrite du village en 1400.

## Démographie

### Évolution de la population
| Année:               | 1994. | 2004.    | 2014.   | 2024.   |
| -------------------- | ----- | -------- | ------- | ------- |
| Nombre de personnes: | 410   | 476      | 494     | 521     |
| Différence:          |       | +16,09 % | +3,78 % | +5,46 % |

| Année:               | 2023. | 2024.   |
| -------------------- | ----- | ------- |
| Nombre de personnes: | 506   | 521     |
| Différence:          |       | +2,96 % |